# Pithecopus ayeaye
Pithecopus ayeaye es una especie de anfibios de la familia Phyllomedusidae.
Es endémica del estado de Minas Gerais y la zona adyacente del estado de São Paulo (Brasil).
Sus hábitats naturales incluyen zonas de arbustos, ríos y marismas de agua dulce. Está amenazada de extinción por la destrucción de su hábitat natural.